# Trichosanthes ellipsoidea
Trichosanthes ellipsoidea är en gurkväxtart som beskrevs av Elmer Drew Merrill. Trichosanthes ellipsoidea ingår i släktet Trichosanthes och familjen gurkväxter. Inga underarter finns listade i Catalogue of Life.